# تونگسینگ تاماوونگ
تونگسینگ تاماوونگ (انگلیسی: Thongsing Thammavong؛ زادهٔ ۱۲ آوریل ۱۹۴۴) یک سیاست‌مدار اهل لائوس است.وی از دسامبر ۲۰۱۰ تا آوریل ۲۰۱۶ نخست‌وزیر این کشور بود.